# Nerocila munda
Nerocila munda es una especie de crustáceo isópodo marino del género Nerocila, familia Cymothoidae. Fue descrita científicamente por Harger en 1873.

## Distribución
Esta especie se encuentra en los Estados Unidos (Massachusetts) y el Atlántico norte.